# James Spencer-Churchill
Pour les autres membres de la famille, voir Famille Spencer.
James Spencer-Churchill, 12e duc de Marlborough, dit Jamie Blandford ou Jamie Marlborough, né le 5 novembre 1955, est un homme politique britannique, membre de la noblesse britannique. Il est l’héritier de la famille Spencer-Churchill.

## Biographie
Fils de John Spencer-Churchill, il succède à son père dans le titre de duc de Marlborough en 2014.
Il est marié à Rebecca Mary Few Brown de 1990 à 1998, avec qui il a un fils :
- Lord George John Godolphin Spencer-Churchill, marquis de Blandford (né le 28 juillet 1992). Lord Blandford porte le titre de comte de Sunderland jusqu'en 2014. Il épouse Camilla Thorp le 8 septembre 2018. George et Camilla deviennent parents d'Olympia Spencer-Churchill, le 10 septembre 2020[1].

Il se remarie avec Edla Griffiths, en 2002. Ils ont deux enfants :
- Lady Araminta Clementine Megan Spencer-Churchill (née le 8 avril 2007).
- Lord Caspar Sasha Ivor Spencer-Churchill (né le 18 octobre 2008).

Dans sa jeunesse, il est un consommateur de drogues illicites (héroïne  et cocaïne ), et a été condamné pour plus de vingt crimes .